# TRUTH～A Great Detective of Love～
《TRUTH〜A Great Detective of Love〜》为TWO-MIX的第十三张单曲。

## 概要
- 由华纳公司发售的最初的单曲，仅仅为名侦探柯南演唱过一次歌曲。因为自己进行着动画主人公声优的工作而受到关注，此曲公信榜排位3位。在动画片头曲中标题以《TRUTH》表示。
- 以2种初回限定版“砂漠”、“海”和通常版“森林”3种版本的封面同时发售，同时进行了向全部购入的人提供作为CD的《TRUTH•江户川柯南 Version》（《TRUTH・江戸川コナンヴァージョン》）赠送礼物的活动。现在能得到这个活动的CD非常困难。这首歌曲在作为Secret Track收录在TWO-MIX的专辑《Rhythm Formula》的Disc2中。
- 在初回限定版的背面封面上画上了跟青山刚昌新写的TWO-MIX的插画（通常版为柯南）。
- 在增强型CD中，收录了面向CM的Promotion Lip（CG）的试制视频。收录内容各版本都有差异。
- 当初发售时，通过抽奖的方式举办了柯南的CD单曲收纳箱礼物宣传活动。
- 因为当时已经由Being负责《名侦探柯南》的歌曲工作，因此对于华纳所属的TWO-MIX演唱主题歌有争议。据说达成了的与《金田一少年之事件簿》进行一时交换的《特技的商业交涉》（永野椎菜说）。因为这个原因，此曲并没收录在之后由B-Gram RECORDS发售的《主题歌Best Album》中（另外TRUTH作为《名侦探柯南》的片头曲使用时候的《金田一少年之事件簿》的片头曲为GRASS ARCADE的《BRAVE》（GIZA studio））。
- 在《名侦探柯南》片头曲中有单曲CM的一些内容，担当主人公配音的高山南用江户川柯南的声音叙述。

## 收录曲
1. TRUTH〜A Great Detective of Love〜
作詞：永野椎菜　作曲：高山みなみ
2. Key of Love-A Detective in Love
作詞：永野椎菜　作曲：高山みなみ
3. TRUTH 〜A Great Detective of Love〜（INSTRUMENTAL）
4. EXTRA Track

## 收录作品
- TRUTH 〜A Great Detective of Love〜(Original)
  - 20010101
  - Categorhythm
- TRUTH[Ballad Style] -A GREAT DETECTIVE OF LOVE-
  - Baroque Best
- TRUTH CUSTOM 〜A GREAT DETECTIVE OF LOVE〜(Album Ver.)
  - RHYTHM FORMULA
  - 7TH ANNIVERSARY BEST

CUSTOM的记述只能在RHYTHM FORMULA的歌词卡中确认。
与原创很大的不同在于有根据萨克斯独奏的长篇介绍的追加的东西。
- Truth 〜A Great Detective of Love〜 (International(English ver.))
  - BPM CUBE
  - Categorhythm
- TRUTH 〜A Great Detective of Love〜 (Domestic(Japanese ver.))
  - BPM CUBE
- TRUTH 〜A GREATDETECTIVE OF LOVE〜 (KENNY'S SUBLIMITY Mix)
  - BPM "DANCE ∞"II

Remix: KENNY(ORIENTA-THYTHM) for BASEMENT FACTORY PRODUCTIONS
- KEY OF LOVE II
  - RHYTHM FORMULA
  - Categorhythm

| 动画《名侦探柯南》片头曲 1998年11月16日 - 1999年4月26日 |                                                |                        |
| 前作: ZARD 《转动命运之轮》                             | TWO-MIX 《TRUTH〜A Great Detective of Love〜》 | 次作: B'z 《咬牙一击》 |